# Sóc xám miền Tây
Sóc xám miền Tây, tên khoa học Sciurus griseus, là một loài động vật có vú trong họ Sóc, bộ Gặm nhấm. Loài này được Ord mô tả năm 1818.
Sóc xám miền Tây sinh sống trên cây tìm thấy dọc theo bờ biển phía Tây của Hoa Kỳ và Canada.
Ở một số nơi, loài này cũng đã được biết đến với tên địa phương là sóc màu xám bạc, sóc xám California, con sóc xám Oregon, con sóc xám Columbia và dải đuôi. Có ba phân loài địa lý: Sciurus griseus griseus (trung tâm Washington đến phía Tây Sierra Nevada ở trung tâm California); S. g. nigripes (từ phía nam của vịnh San Francisco đến quận San Luis Obispo, California, và S.g. anthonyi, có phạm vi phân bố từ San Luis Obispo tới miền bắc Baja California.).

## Hình ảnh

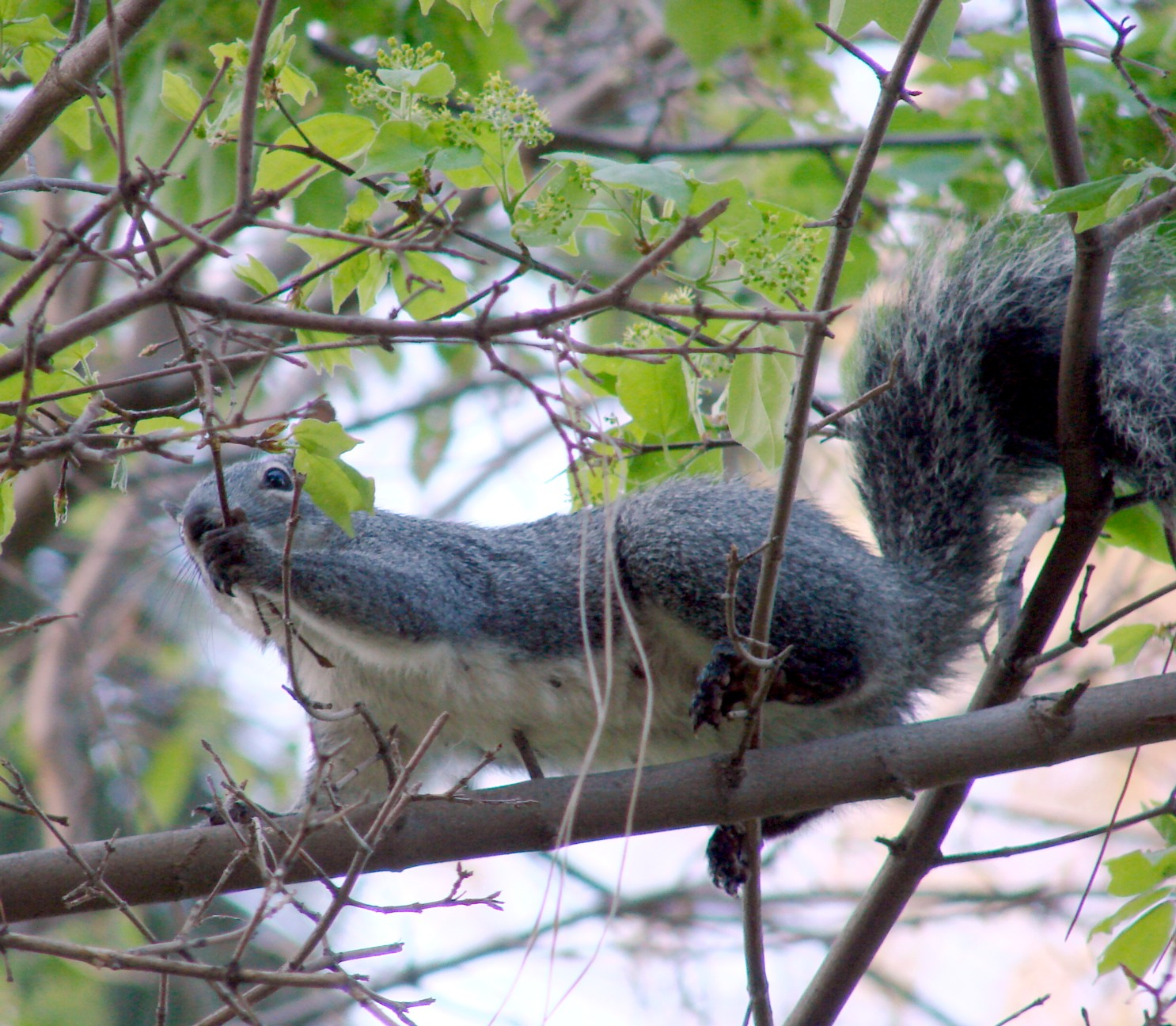
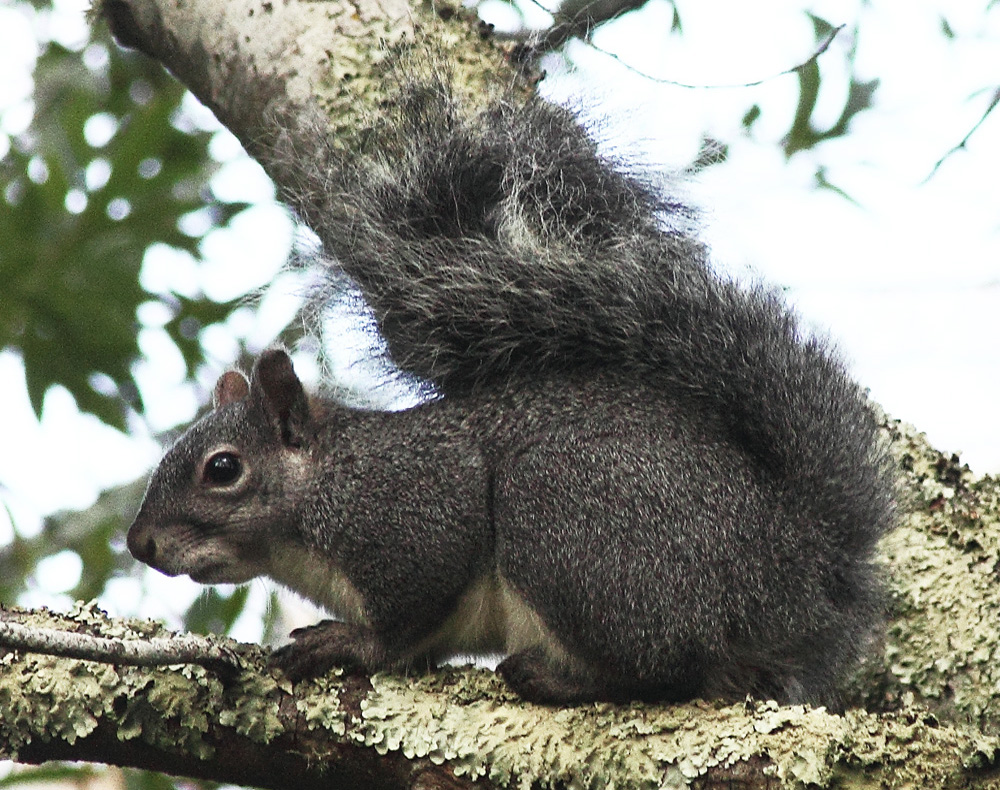